# Els venedors ambulants
Els venedors ambulants (títol original en italià I magliari) és una pel·lícula dramàtica italiana del 1959 dirigida per Francesco Rosi. La pel·lícula va guanyar el Nastro d'Argento a la millor fotografia. També va rebre una menció especial al Festival Internacional de Cinema de Sant Sebastià 1960. Ha estat doblada al català.
El 2008 fou seleccionada per entrar a la llista 100 film italiani da salvare.

## Sinopsi
Totonno és el líder d'un grup de treballadors italians que ha estat a l'Alemanya Occidental. El grup recull draps i draps de segona mà a Hannover, comercialitzant-los als clients com a teixits exclusius amb els quals cosir la roba. El treball és deshonet, i de fet els clients s'adonen aviat. Quan Totonno i la seva colla fugen a una altra ciutat d'Alemanya, el grup es troba amb una banda de polonesos, que fan el mateix treball brut.

## Repartiment
- Alberto Sordi: Ferdinando Magliulo, detto Totonno
- Belinda Lee: Paula Mayer
- Renato Salvatori: Mario Balducci
- Nino Vingelli: Vincenzo
- Aldo Giuffrè: Armando
- Aldo Bufi Landi: Rodolfo Valentino
- Josef Dahmen: Mr. Mayer

## Censura
Per a la distribució als cinemes del 1959, la censura va eliminar l'escena en què Mario i Paula es trobaven al llit. També es va imposar la prohibició de visió als menors de 16 anys. Per a la reedició el 1969, es va eliminar tota la seqüència de la ballarina al local nocturn, es va acurtar l'escena en què Mario era colpejat pels sicaris de don Raffaele, va escurçar l'escena de l'amor entre Mario i Paula i es va eliminar detalls de la baralla entre gitanos i magliari. Tot i això, es van afegir escenes que no es van incloure el 1959: l'escena de Totonno i Mario a CLL es va ampliar per darrere a l'avinguda del cementiri, inserint l'escena de Mario perseguint el cotxe de Paula, de Mario d'esquena que passava entre treballadors que pujaven per una escala, una escena amb magliari davant del Casino de París i va ampliar l'escena en què Totonno visita el carrer amb les prostitutes a la finestra. Per a aquesta edició es va aixecar la prohibició a menors.